# Дейв Фаръл
Дейв Майкъл Фаръл (на английски: Dave Michael Farrell), известен още като Финикс (Phoenix), е американски музикант. Той е басист на групата Линкин Парк.
Роден на 8 февруари 1977 г. в Плимут, Масачузетс, той се премества със семейството си в Мишън Виехо, Калифорния, когато е на 5 години. Започва да свири на китара, но докато е все още в първата си група, Tasty Snax, се прехвърля на бас китара. Може да свири още на чело и цигулка.
Завършва училище през 1999 г., както и Университета на Калифорния в Лос Анджелис в 2003 г. Там той се запознава с Брад Делсън и става член на групата Xero (днес Линкин Парк). Бил е член още на Christian ska band, известна като Tasty Snax. За да се посвети на Снакс дори пренебрегва в началото Линкин Парк. За записите на своя първи албум и за първата част от тура си, в Линкин Парк свирят различни басисти, но те останават за дълго. След това Финикс се завърнал за постоянно при тях.
Както си личи от прякора му, Финикс (феникс), той има две татуировки на птицата на гърба си.